# Andrew Lambrou
Andrew Lambrou (in greco Άντριου Λάμπρου?, Antriou Lamprou; Sydney, 25 maggio 1998) è un cantante australiano.
Ha rappresentato Cipro all'Eurovision Song Contest 2023 con il brano Break a Broken Heart.

## Biografia
Figlio di genitori greco-ciprioti, ha dimostrato un immediato interesse per la musica. Ha studiato presso la AMS Music School, dove ha imparato a suonare il pianoforte. All'età di 5 anni ha vinto il primo premio a un festival musicale organizzato dalla scuola, dove si è esibito con il brano Do-Re-Mi dal musical The Sound of Music.
Si è fatto conoscere al grande pubblico nel 2013, quando ha caricato su YouTube una cover di My Immortal degli Evanescence. Nel 2015 Andrew Lambrou ha partecipato alla settima edizione della versione australiana di The X Factor, dove ha raggiunto la fase delle Home Visits prima di essere eliminato. Nello stesso anno ha firmato un contratto discografico con l'etichetta Sony ATV, con cui ha pubblicato il singolo di debutto Throne.
Nel 2021 è stata confermata la sua partecipazione a Eurovision - Australia Decides 2022, il processo di selezione australiano per l'Eurovision Song Contest 2022, con il brano Electrify, con cui si è classificato al settimo posto con 51 punti.
Il 17 ottobre 2022 è stato confermato che l'emittente radiotelevisiva cipriota CyBC l'ha selezionato internamente come rappresentante nazionale per l'Eurovision Song Contest 2023 a Liverpool, nel Regno Unito. Il mese successivo ha firmato un contratto discografico con la Panik Records, il ramo greco della Sony Music. Il suo brano eurovisivo, Break a Broken Heart, è stato presentato il 2 marzo 2023. Nel maggio successivo, dopo essersi qualificato dalla seconda semifinale, Andrew Lambrou si è esibito nella finale eurovisiva, dove si è piazzato al 12º posto su 26 partecipanti con 126 punti totalizzati.

## Discografia

### Singoli
- 2021 – Throne
- 2021 – Lemonade
- 2021 – Confidence
- 2022 – Electrify
- 2023 – Break a Broken Heart